# Cling Cling
「Cling Cling」（クリン クリン）は、2014年7月16日にPerfume Records / ユニバーサルJから発売されたPerfumeの20枚目のシングル曲。
本項では、本作の完全生産限定盤と初回盤に付属しているDVDに収録された対バン・ツアー『Perfume FES!! 2014』についても記述する。

## 制作
先にツアー『Perfume 5th Tour 2014『ぐるんぐるん』』の開催が決まっていた。アルバムをリリースするとライブで披露する昔の楽曲が少なくなり、シングルをリリースするとツアーの新鮮さが不足することから、ミニ・アルバム感覚で制作された。大本彩乃（のっち）は「カップリングという意識はない」としている。
これまでの楽曲のコーラス部分は、中田ヤスタカが録ったサビの主旋律のデータを組み替えて作られていたが、今作ではコーラスのためのレコーディングが行われた。
中田は、「大きなショッピングモールで迷子になった子供の気持ちを作ってみた」と語っている。

## ミュージック・ビデオ

### Cling Cling
美術監督・種田陽平が手がけたセットのもと、5月12日の午前8時から翌13日の5時まで約21時間かけて撮影された。大本の提案で樫野有香の飼い猫・リヨンが出演している。PVの世界に迷いこんだ少女役は、後にアイドルグループさくら学院のメンバーとなる子役時代の森萌々穂。

### Hold Your Hand
歌詞の一部が書かれた掌の写真をつなぎ合わせて作成。Perfume本人・スタッフ・関係者・ファンからの公募の写真が使用された。また、2015年10月29日放送の『アメトーーク!』にて、高橋茂雄（サバンナ）と栗原類がプライベートで応募した写真が採用されていることを明かした。

### DISPLAY
パナソニックとの共同制作によるもの。テレビブランド「4K VIERA」を販売店頭にてプロモーションするため、ミュージック・ビデオのショートバージョンを4K60P映像として使用している。また、国際3D先進映像協会が発表する「グッドプラクティス・アワード 2014」の4K部門本賞に選出された。

## メディアでの使用
- エーザイ チョコラBB ローヤル2「目覚まし時計」篇CMソング(#1)[23]
- チョコラBBプラス「お肌に自信」篇CMソング(#1)[23]
- NHK ドラマ10『サイレント・プア』主題歌(#2)[23]

## 収録曲

### CD
| 全作詞・作曲・編曲: 中田ヤスタカ。 |                                                |              |              |      |
| #                                  | タイトル                                       | 作詞         | 作曲・編曲   | 時間 |
| 1.                                 | 「Cling Cling」                                | 中田ヤスタカ | 中田ヤスタカ | 4:13 |
| 2.                                 | 「Hold Your Hand」                             | 中田ヤスタカ | 中田ヤスタカ | 3:35 |
| 3.                                 | 「DISPLAY」                                    | 中田ヤスタカ | 中田ヤスタカ | 3:49 |
| 4.                                 | 「いじわるなハロー」                           | 中田ヤスタカ | 中田ヤスタカ | 4:07 |
| 5.                                 | 「Cling Cling - Original Instrumental -」      | 中田ヤスタカ | 中田ヤスタカ | 4:13 |
| 6.                                 | 「Hold Your Hand - Original Instrumental -」   | 中田ヤスタカ | 中田ヤスタカ | 3:35 |
| 7.                                 | 「DISPLAY - Original Instrumental -」          | 中田ヤスタカ | 中田ヤスタカ | 3:49 |
| 8.                                 | 「いじわるなハロー - Original Instrumental -」 | 中田ヤスタカ | 中田ヤスタカ | 4:08 |
| 合計時間:                          | 合計時間:                                      | 31:29        |              |      |

| #         | タイトル             | 作詞  | 作曲・編曲 | 時間 |
| --------- | -------------------- | ----- | ---------- | ---- |
| 1.        | 「Cling Cling」      |       |            | 4:13 |
| 2.        | 「Hold Your Hand」   |       |            | 3:35 |
| 3.        | 「DISPLAY」          |       |            | 3:49 |
| 4.        | 「いじわるなハロー」 |       |            | 4:07 |
| 合計時間: | 合計時間:            | 15:44 |            |      |

## DVD
| #  | タイトル                                                             | 作詞 | 作曲・編曲 |
| -- | -------------------------------------------------------------------- | ---- | ---------- |
| 1. | 「Cling Cling -Video Clip-」                                         |      |            |
| 2. | 「Cling Cling -Teaser-」                                             |      |            |
| 3. | 「DISPLAY (Short Ver.) -Video Clip-」                                |      |            |
| 4. | 「「Perfume FES!! 2014」3/15 - 4/11ダイジェスト」                    |      |            |
| 5. | 「西脇家メモリアル「スパイス」「SHINING☆STAR」」(完全生産限定盤のみ) |      |            |

## 収録されたツアー
『Perfume FES!! 2014』（パフューム・フェス 2014）は、Perfumeが2014年に開催した2度目の対バン・ツアー。

### 日程・会場
セウォル号沈没事故を受けて、韓国での最終公演を自粛すると発表した。なお、同公演は日を改めて開催された。
| 出典           |          |          |                          |                                |          |
| 公演日         | 国・地域 | 都市     | 会場                     | 対バン相手                     | 備考     |
| 2014年3月15日  | 日本     | 東京都   | NHKホール                | 東京スカパラダイスオーケストラ |          |
| 2014年3月16日  | 日本     | 東京都   | NHKホール                | RIP SLYME                      |          |
| 2014年3月20日  | 日本     | 広島県   | 上野学園ホール           | 9nine                          |          |
| 2014年3月21日  | 日本     | 広島県   | 上野学園ホール           | 9nine                          |          |
| 2014年4月4日   | 日本     | 静岡県   | 静岡市民文化会館         | 9mm Parabellum Bullet          |          |
| 2014年4月7日   | 日本     | 石川県   | 本多の森ホール           | RHYMESTER                      |          |
| 2014年4月9日   | 日本     | 香川県   | アルファあなぶきホール   | 秦基博                         |          |
| 2014年4月11日  | 日本     | 鹿児島県 | 鹿児島市民文化ホール第一 | 高橋優                         |          |
| 2014年4月20日  | 韓国     | ソウル   | UNIQLO-AX                | マキシマムザホルモン           | 自粛     |
| 2014年10月12日 | 韓国     | ソウル   | UNIQLO-AX                | マキシマムザホルモン           | 振替公演 |

### セットリスト
以下は、いくつかの日程のセットリストの例である。
| 2014年3月20日 1. Enter the Sphere 2. Spending all my time 3. レーザービーム 4. ポリリズム 5. Sweet Refrain 6. マカロニ 7. Magic of Love 8. Handy Man 9. FAKE IT 10. チョコレイト・ディスコ －アンコール－ 11. スパイス （のっち、かしゆか、ちゃあぽんVer.） 12. SHINNG☆STAR (9nine feat.あーちゃん） 13. Puppy love （Perfume&9nine） | 2014年4月7日 1. Enter the Sphere 2. Spending all my time 3. レーザービーム 4. ポリリズム 5. Sweet Refrain 6. マカロニ 7. パーフェクトスター・パーフェクトスタイル 8. FAKE IT 9. Handy Man 10. チョコレイト・ディスコ 11. MY COLOR －アンコール－ 12. フリーラップ大喜利（Perfume→宇多丸感謝Ver.） 13. ナチュラルに恋して (Perfume feat.RHYMESTER） |

### 収録作品
- 9nineのアルバム『MAGI9 PLAYLAND』（2014年6月）初回生産限定盤Aに付属するDVD
- Perfumeのシングル「Cling Cling」（2014年7月）完全生産限定盤と初回盤に付属するDVD